# Strandfodring

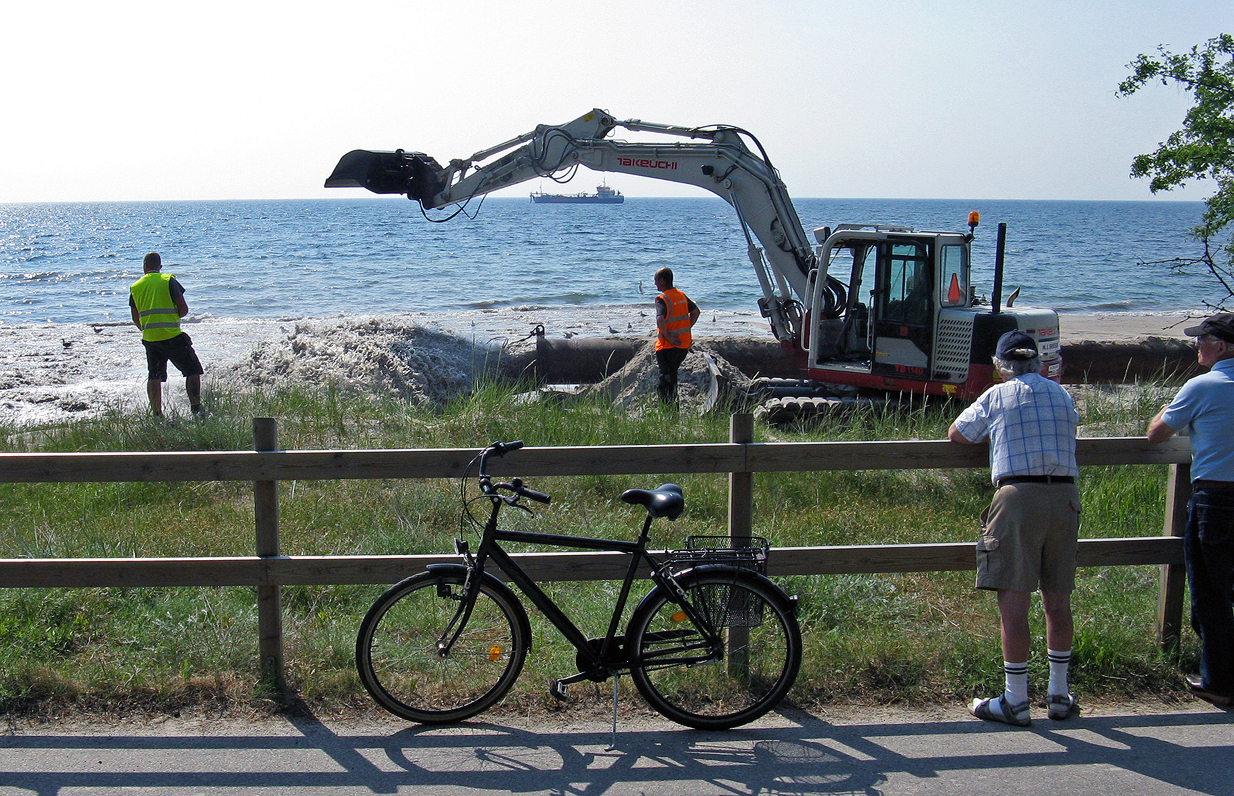
Från fartyget pumpas sanden in till land.

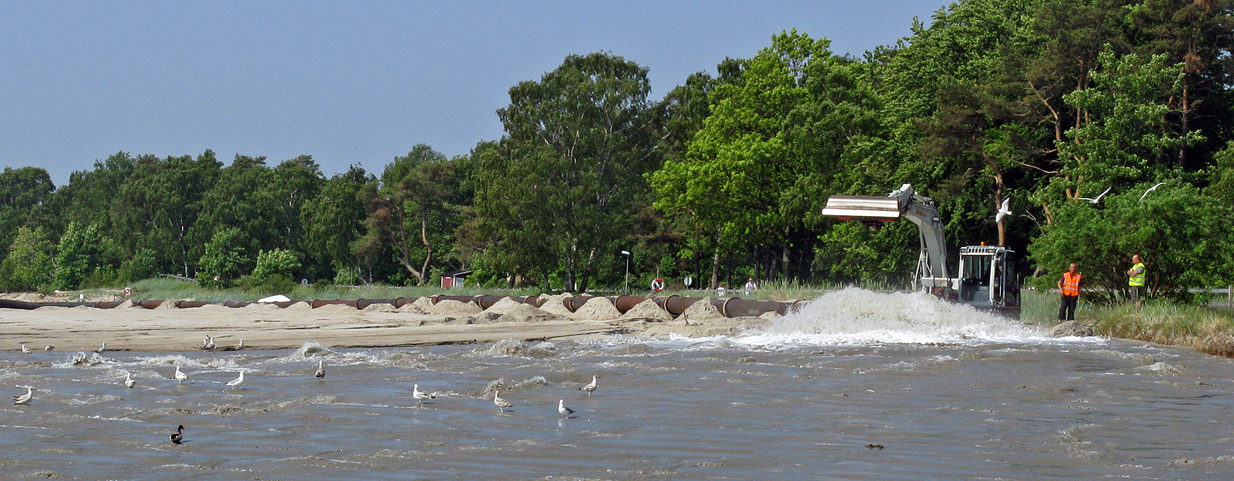
Blandningen av sand och vatten strömmar via pipelinen ut över den eroderade stranden.

Strandfodring, även kallad sandfodring, är en metod att på konstgjord väg återställa eroderad havsstrand. Med hjälp av specialfartyg sugs sand från lämpliga sandbankar ute till havs, och transporteras till de eroderade områden som skall strandfodras. Beroende på vattendjup och kustförhållande används olika metoder för att få sanden på plats. Det vanligaste är att sandfartyget ankrar upp på lämpligt avstånd från kusten och under stort tryck pumpar en blandning av vatten och sand via en pipeline in mot land. När mängden sand bedöms vara tillräcklig, jämnas den med grävmaskiner ut över den eroderade stranden. Eftersom erosion ständig pågår, får strandfodringen göras om med några års mellanrum.

## Galleri

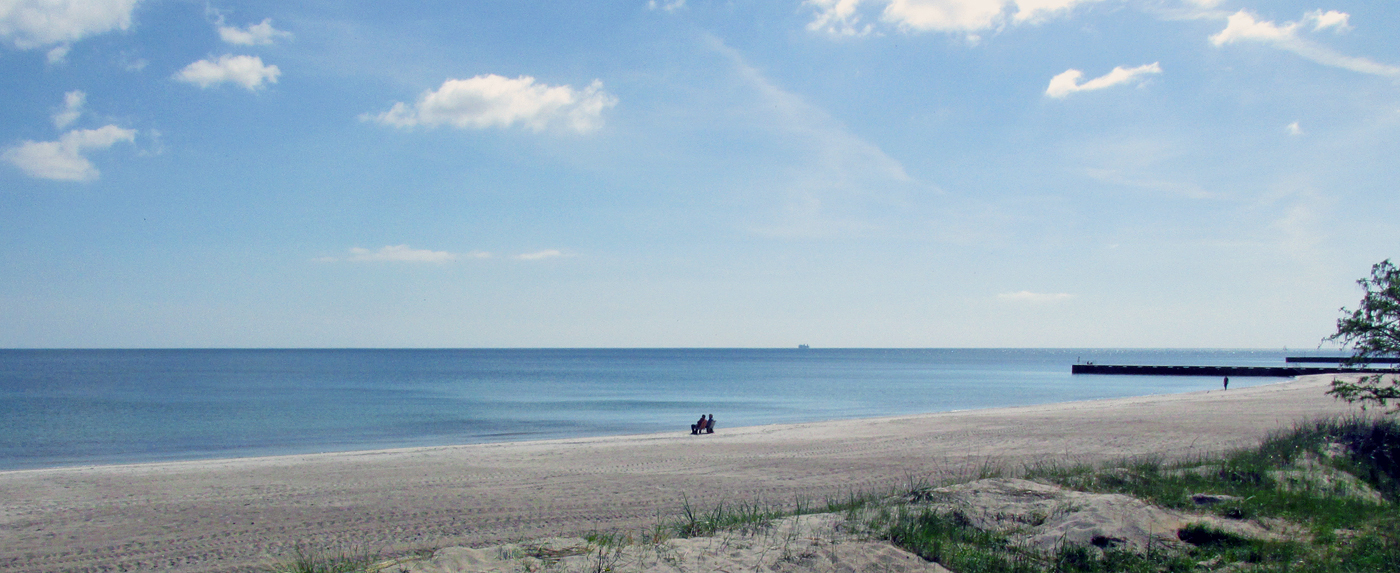
Den breda stranden vid Ystad Saltsjöbad, efter sandfodringen 2014.
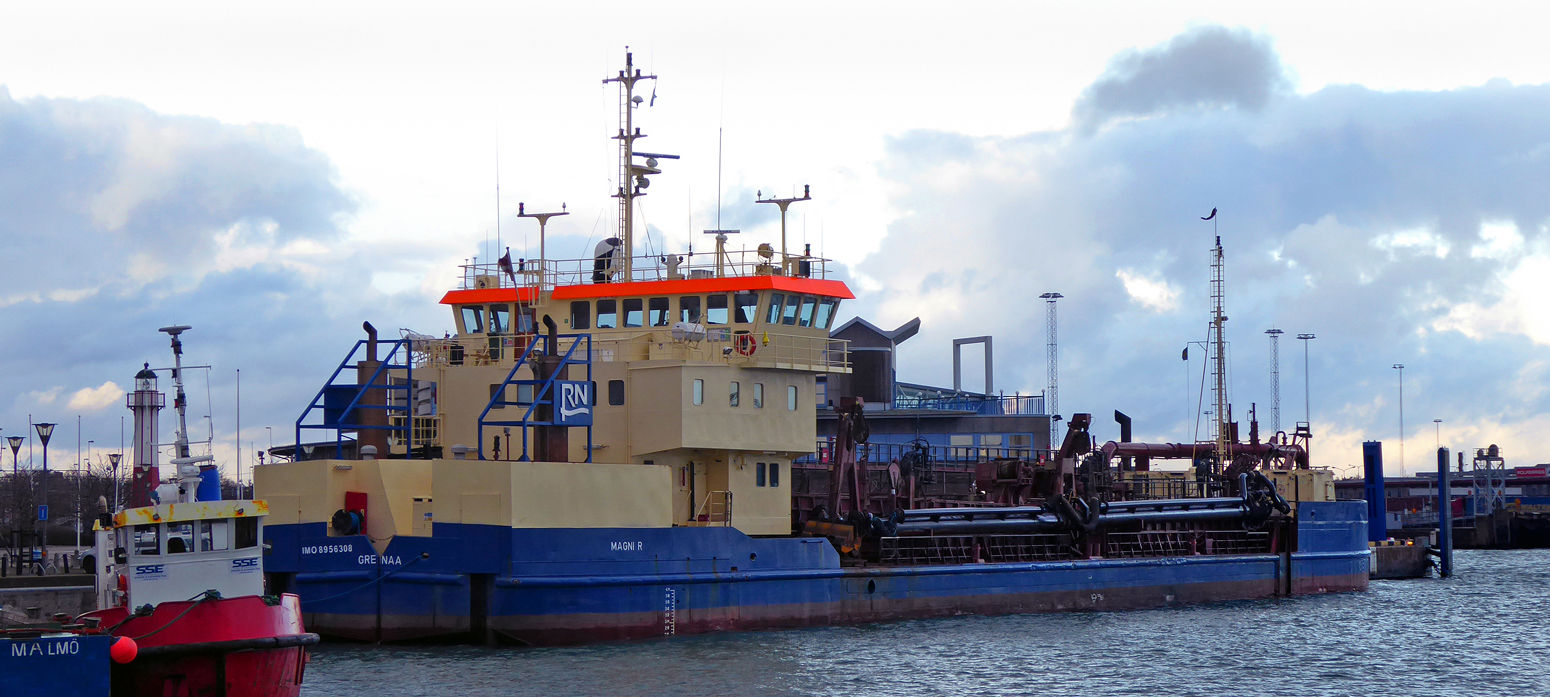
Sandsugaren Magni i Ystads hamn 12 april 2017.
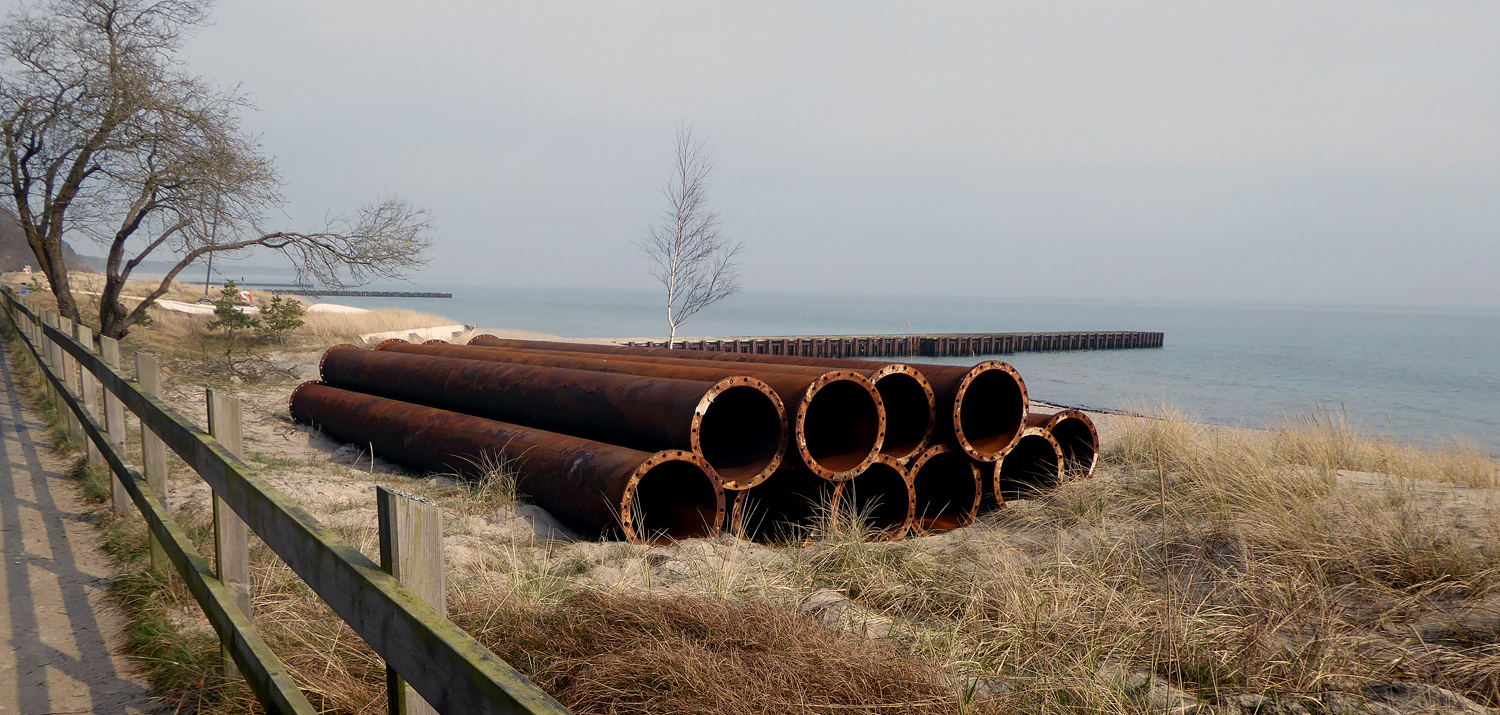
Pipelines vid Ystad Saltsjöbad, för användning till Sandfodring / Strandfodring. 2017.
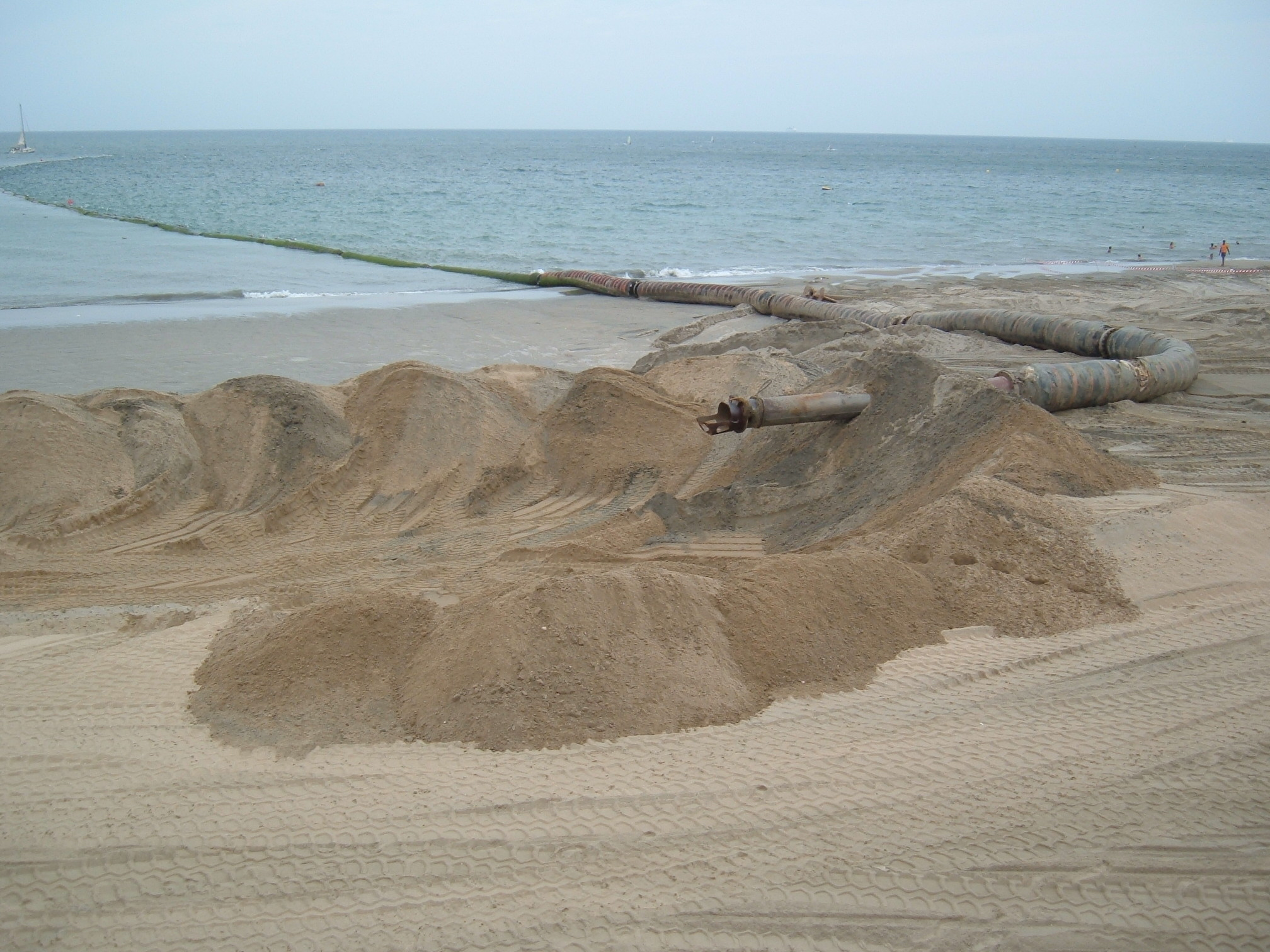
Strandfordring i Barcelona 2006.
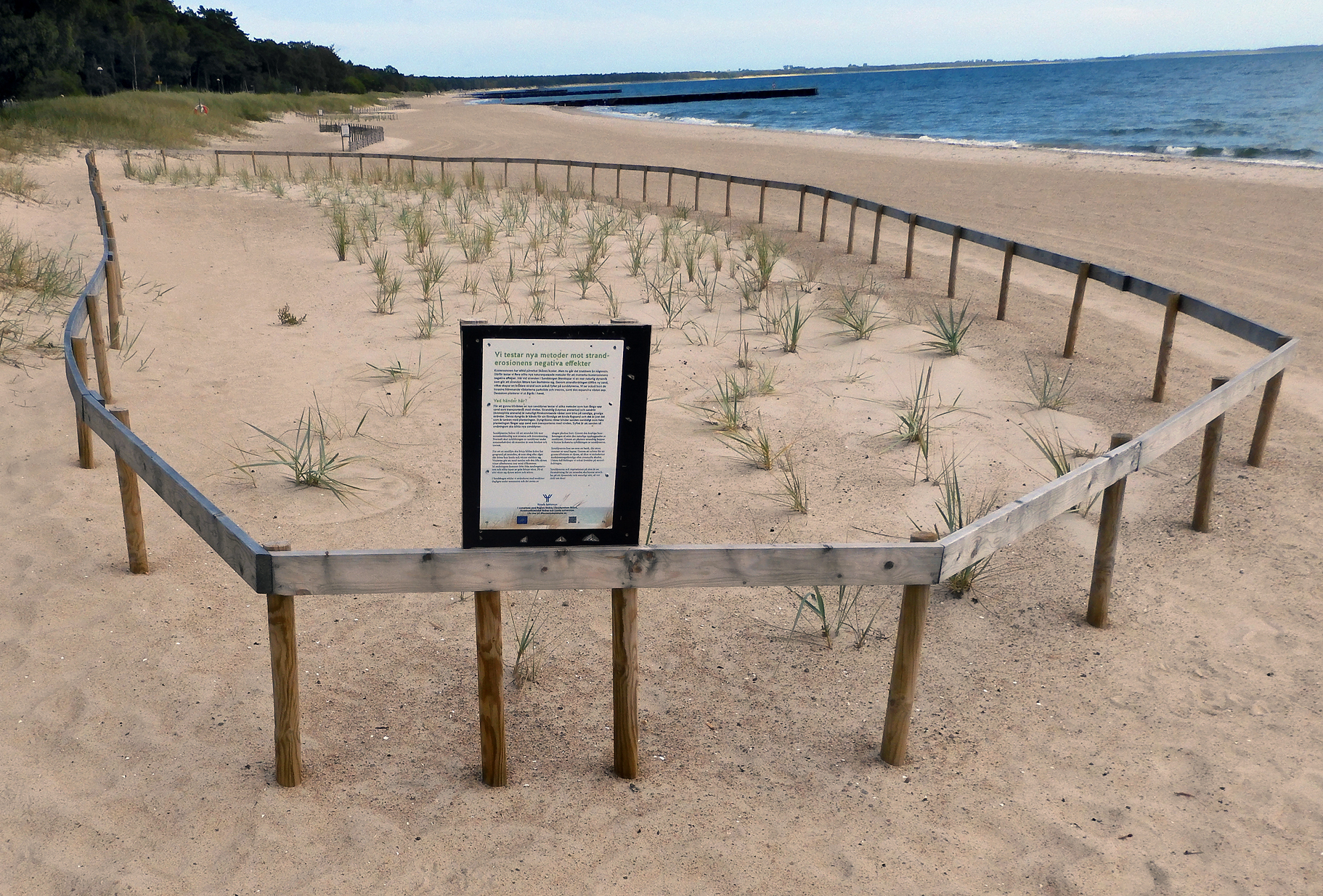
En plantering av strandråg vid Ystad Saltsjöbad till skydd mot kusterosion.
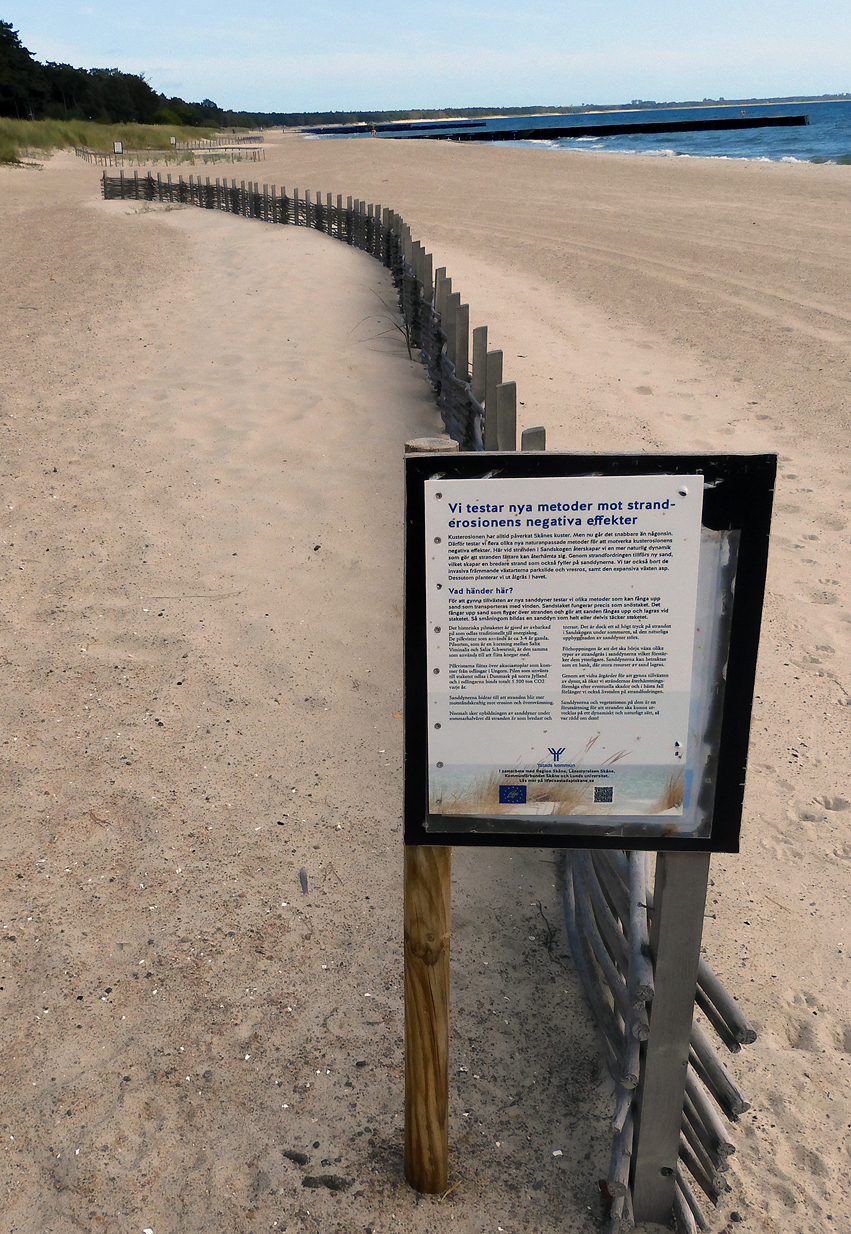
En palissad vid Ystad Saltsjöbad till skydd mot kusterosion.